# Antonio Rizzo
Antonio Rizzo (* um 1430 in Claino con Osteno; † nach 1499 in Foligno ?) war ein italienischer Bildhauer und Architekt der Frührenaissance.

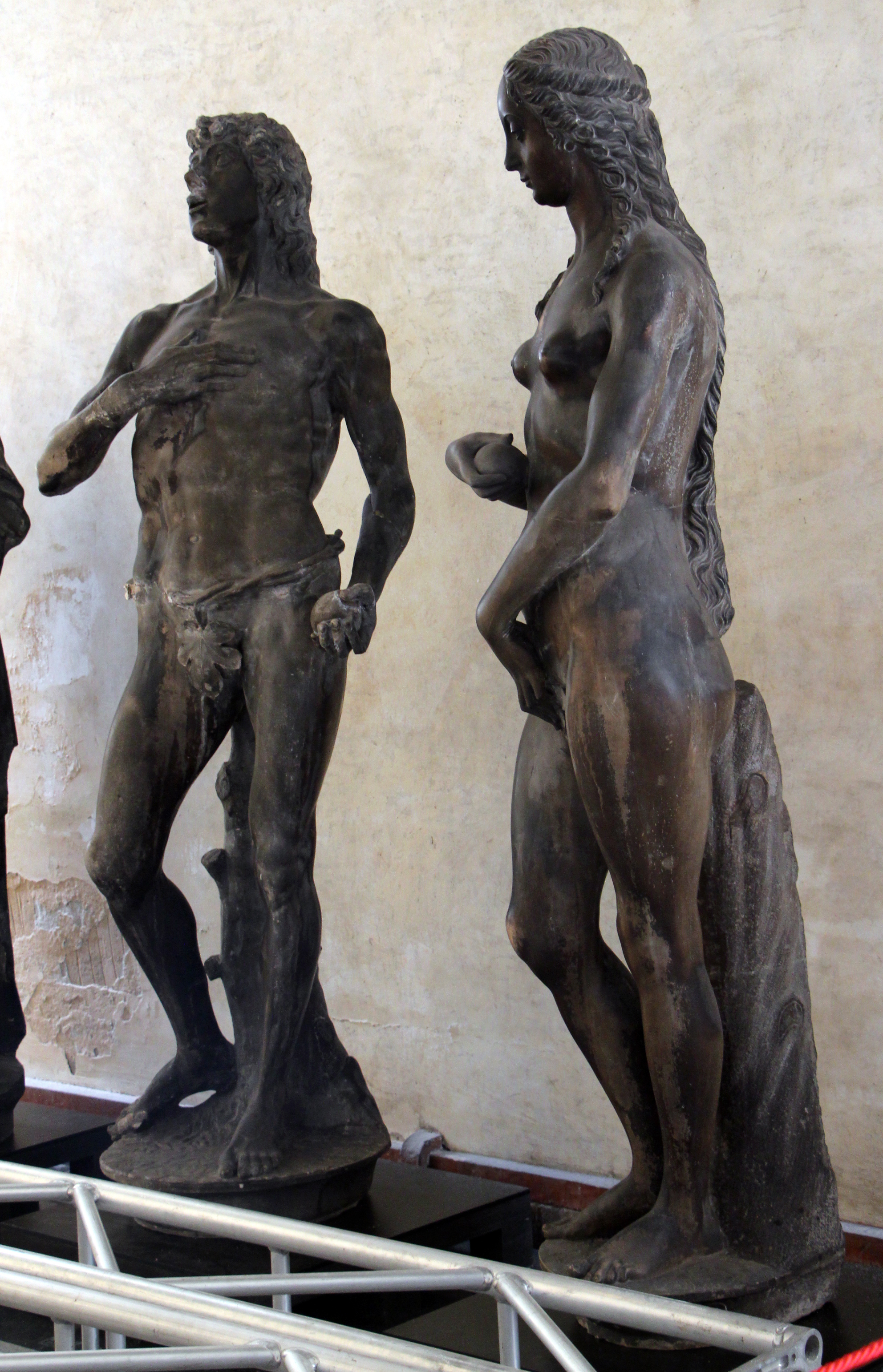
Adam und Eva, Werke von 1464, die Ursprünglich in Nischen des Arco Foscari (Innenhof des Dogenpalastes) standen

## Leben
Rizzos Vater war der aus Osteno stammende Steinmetz und Marmorhändler Giovanni Rizzo. Schon um 1464 wurde er von dem Venezianer Gregorio Cornaro als Bildhauer gerühmt. 1465 wird er als Bildhauer an der Certosa di Pavia erwähnt, wo er mit der Bearbeitung von Säulen und Kapitellen beschäftigt war. Zwischen 1465 und 1469 entwarf er im Auftrag des Dogen Cristoforo Moro drei Altäre für San Marco, in denen er sich von der traditionellen gotischen Architektur Venedigs löste und stattdessen eine Gestaltung all’antica anstrebte, die dem Zeitgeschmack entsprach. 1474 und von 1478 bis 1479 nahm er an der Verteidigung Scutaris gegen die Türken teil. 1474 errichtete er nach Entwürfen von Gentile Bellini eine Wendeltreppe und eine Marmorkanzel für die Scuola Grande di San Marco, die wie auch verschiedene Grabmäler aus dieser Zeit, völlig zerstört oder nur in Fragmenten erhalten sind. Zwischen 1476 und 1480 erbaute er das monumentale Grabmal für den Dogen Niccolò Tron im Chor der Frari-Kirche.

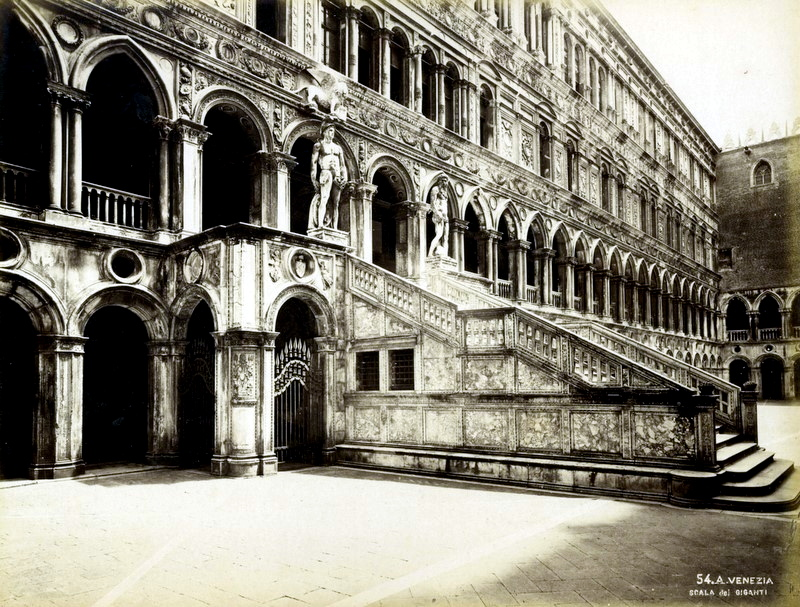
Scala dei giganti im Innenhof des Dogenpalasts, Carlo Naya

1484 wurde er zum protomagister, d. h. zum verantwortlichen Architekt für die Baumaßnahmen der Dogen ernannt. In dieser Funktion durfte er laut Vertrag keine privaten Aufträge mehr annehmen. Trotzdem errichtete er weiterhin Grabmäler für private Auftraggeber. Rizzo leitete den Wiederaufbau des 1483 durch einen Brand zerstörten Dogenpalastes. 1485 wurde unter seiner Leitung die Scala dei Giganti im Hof des Palastes erbaut, die mit einer Reihe von Flachreliefs von seiner Hand dekoriert ist. Auf dieser monumentalen Treppe wurde das Schauspiel der feierlichen Amtseinführung des Dogen inszeniert.
Im Jahr 1499 wurde er von Pietro Lombardo als proto abgelöst, nachdem er überstürzt Venedig verlassen hatte, vermutlich wegen Unterschlagung von Geldern für den Bau des Dogenpalastes. 1499 hielt er sich in Ancona, Cesena und Foligno auf. Ab 4. Mai 1499 verliert sich seine Spur, Todesdatum und Sterbeort sind nicht bekannt.

## Werk
Rizzo galt schon unter seinen Zeitgenossen als der größte venezianische Bildhauer seines Jahrhunderts. Beispielhaft für seine neue Auffassung der menschlichen Figur sind die beiden überlebensgroßen Aktfiguren von Adam und Eva, die in zwei Nischen an der Ostfassade des Arco foscari im Dogenpalast aufgestellt waren. Sie sind einzigartig für ihre Zeit, waren schon zu seinen Lebzeiten hochberühmt und wurden von Giorgio Vasari gewürdigt. Beide sind weniger durch ein Studium der Antike beeinflusst als durch eine gründliche Naturanschauung. Obwohl sie für eine Aufstellung in Nischen bestimmt waren, sind es fast vollständig ausgebildete Freifiguren.

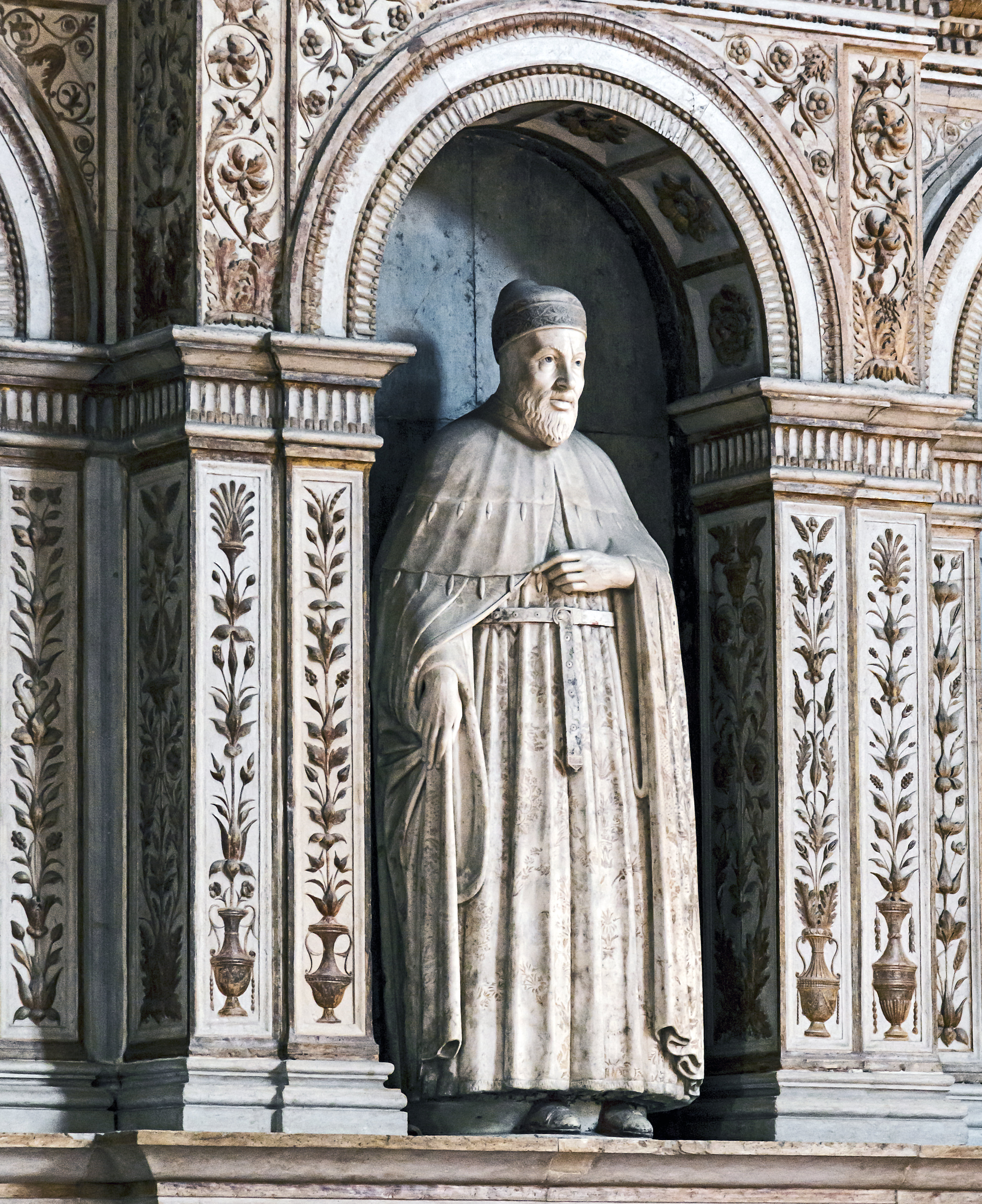
Statue des Dogen Niccolò Tron in der Frari-Kirche

Rizzos Hauptwerk ist das Grabmal des Dogen Niccolò Tron in der Frari-Kirche in Venedig, für das er 1473 den Auftrag erhielt. Das Monument entstand vielleicht in Konkurrenz zum Grabmal des Dogen Pietro Mocenigo, das Pietro Lombardo in San Zanipolo gleichzeitig errichtete. Alle Details des Monuments, wie die Form der Pilaster, die Arkaden, Friese und Konsolen sind in der Formensprache der Renaissance ausgeführt, Das Grabmal selbst mit seinem additiven Aufbau von Stockwerken und der an venezianische Altäre erinnernden Vielzahl von mit Figuren bestückten Nischen, ist jedoch nicht, wie Pietro Lombardos Dogengrabmal, einer konsequenten, an der Antike orientierten baulichen Gliederung unterworfen. Im Zentrum des unteren Stockwerks steht die Figur des Dogen, der von zwei allegorischen Figuren begleitet wird. Die Figur des Dogen, mit ihren statuarischen Ruhe und lapidarer Einfachheit steht im Gegensatz zu den grazilen Begleitfiguren, deren dünne Gewänder ihre Beweglichkeit und Lebhaftigkeit betonen.

## Werke
- Altar des Hl. Paulus, Altar des Hl. Clemens, Altar des Hl. Jakobus, 1464–1469, San Marco in Venedig
- Grabmal für den Dogen Niccolò Tron, 1476–1480, Frari-Kirche, Venedig
- Adam, Eva; Skulpturen, undatiert, Dogenpalast. Venedig